# Дюпарк, Элизабет
Элизабе́т Дюпа́рк (фр. Èlisabeth Duparc или du Parc; умерла в 1778 году), по прозвищу Ла Франчези́на (итал. La Francesina — «Французочка») — французская певица (сопрано), известная в первую очередь сотрудничеством с Георгом Фридрихом Генделем.
Обучалась пению в Италии. В 1731—1735 годах выступала во Флоренции, с 1736 года — в Лондоне. Участвовала в первых исполнениях многих опер и ораторий Генделя:
- «Фарамунд[англ.]» (1738) — роль: Клотильда
- «Александр Север[англ.]» (1738) — Саллюстия
- «Ксеркс» (1738) — Ромильда
- «Саул» (1739) — Мелхола
- «Израиль в Египте[англ.]» (1739)
- «Ода на день святой Цецилии[англ.]» (1739)
- «О Радости, Печали и Мудрости[англ.]» (1740)
- «Гименей[англ.]» (1740) — Росмена
- «Деидамия[англ.]» (1741) — Деидамия
- «Семела[англ.]» (1744) — Семела
- «Иосиф и его братья[англ.]» (1744) — Асенефа
- «Геркулес[англ.]» (1745) — Иола
- «Валтасар[англ.]» (1745) — Нитокрида[англ.]
- «Оратория на случай[англ.]» (1746)

Также выступала на английской сцене в операх Риккардо Броски, Эджидио Дуни, Джованни Баттисты Пешетти, Франческо Марии Верачини.